# 弧矢增十五
船尾座11，又名BD-22 2087，HD 65228、SAO 174852、HR 3102，是船尾座的一颗恒星，视星等为4.2，位于銀經240.64，銀緯3.07，其B1900.0坐标为赤經7h 52m 33.5s，赤緯-22° 3.07′ 47″。